# Benthana moreirai
Benthana moreirai is een pissebed uit de familie Philosciidae. De wetenschappelijke naam van de soort is voor het eerst geldig gepubliceerd in 1985 door Lemos de Castro.